# Internationaux de France

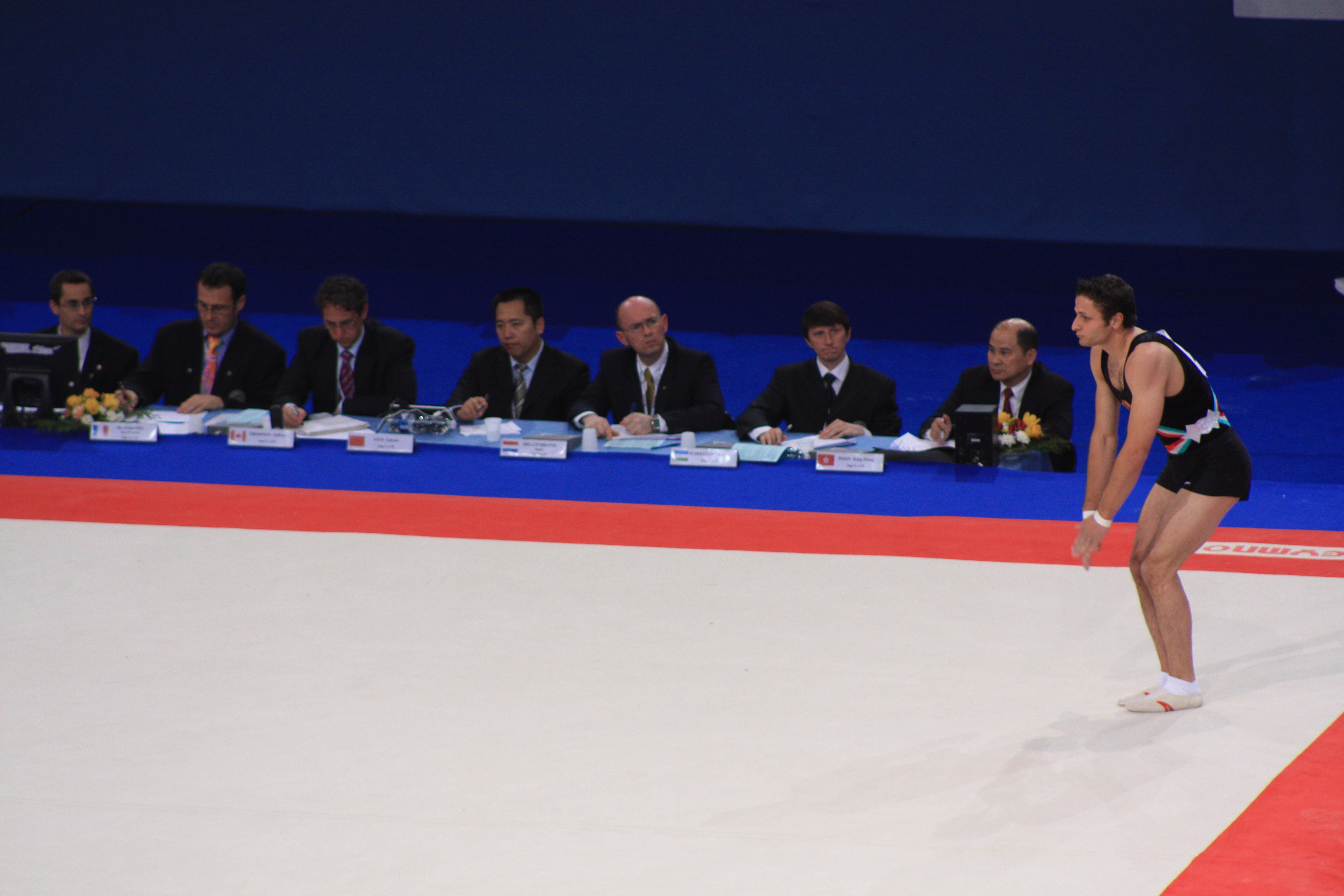
Jad Mazahreh nel 2010

L'Internationaux de France è una competizione internazionale di ginnastica artistica di alto livello che si tiene in Francia. Nel 2011 e nel 2013 è stato una tappa della Coppa del Mondo di ginnastica artistica.
È generalmente considerata una tra le prime gare importanti della stagione ginnica internazionale, in quanto si tiene a marzo di ogni anno.